# روبرت دانيال كونلون
روبرت دانيال كونلون (بالإنجليزية: Robert Daniel Conlon)‏ هو كاهن كاثوليكي أمريكي، ولد في 4 ديسمبر 1948 في سينسيناتي في الولايات المتحدة.